# Руново (Познанський повіт)
Руново (пол. Runowo, нім. Neldenmühle) — село в Польщі, у гміні Курник Познанського повіту Великопольського воєводства.
Населення — 261 особа (2011).
У 1975-1998 роках село належало до Познанського воєводства.

## Демографія
Демографічна структура станом на 31 березня 2011 року:
|          | Загалом | Допрацездатний вік | Працездатний вік | Постпрацездатний вік |
| -------- | ------- | ------------------ | ---------------- | -------------------- |
| Чоловіки | 135     | 33                 | 91               | 11                   |
| Жінки    | 126     | 24                 | 83               | 19                   |
| Разом    | 261     | 57                 | 174              | 30                   |